# Locronan
Locronan är en kommun i departementet Finistère i regionen Bretagne i västra Frankrike. Kommunen ligger i kantonen Châteaulin som tillhör arrondissementet Châteaulin. År 2022 hade Locronan 806 invånare.
Locronan fick stadsprivilegier 1505 av Anna av Bretagne.

## Befolkningsutveckling
Antalet invånare i kommunen Locronan
Referens:INSEE